# Radio Bellla & Monella
Radio Bellla & Monella è un'emittente radiofonica privata italiana pluriregionale che copre Veneto, Friuli Venezia Giulia, Lombardia, Toscana e Umbria.
L'emittente è stata fondata a gennaio del 1992 dall'editore Roberto Zanella. Nell'arco della giornata diversi DJ si alternano ai microfoni in diretta dalla sede di Castelfranco Veneto.

## Storia
Radio Bellla & Monella è nata sulle frequenze di Radio Castelfranco 97, emittente creata nel 1978 che trasmetteva inizialmente sui 97 Mhz: una delle radio libere che in quegli anni nascevano. Fondata da Roberto Trentin, Gianni Vanzetto e Costante Cattapan all'epoca Radio Castelfranco 97 copriva un raggio di circa 25 km.
Con l'avanzare degli anni e l'acquisto di nuove frequenze l'area di copertura si allarga sino a coprire Vicenza, Padova, Rovigo, Venezia e Treviso. Da questo momento, non identificandosi più solamente in una singola città, si decide di cambiare il nome in uno più generico e non legato ad uno specifico territorio. Il nome Bellla & Monella viene proposto da Cristiano Miele, storico collaboratore delle radio e voce ufficiale.
La sede di Castelfranco Veneto ospita in collaborazione con le emittenti radiofoniche sorelle Radio Birikina, Radio Marilù, Radio Piterpan, Radio Sorrriso, Radio Gelosa, Vibra FM, un museo delle apparecchiature radiofoniche d'epoca, microfoni, giradischi, grammofoni, e strumenti di registrazione, oltre ad una collezione di jukebox.
Il palinsesto propone i successi del momento della musica italiana e straniera e i successi degli ultimi trent'anni, accompagnando gli ascoltatori con programmi di intrattenimento, otto notiziari nazionali e sei notiziari sovraregionali a cura della redazione interna.
Lo slogan dei primi anni 2000 “Bella come te” viene cambiato nel 2019 in “Tutta da Cantare” con l'obiettivo di presentare una programmazione in cui gli ascoltatori si sentano liberi di cantare ovunque si trovino, grazie ad una selezione di canzoni prevalentemente italiane.
Il palinsesto propone un mix tra le novità più apprezzate e i più grandi successi della musica italiana, con qualche richiamo a hit internazionali in mixati che vanno in onda ogni ora per poter far rivivere agli ascoltatori momenti importanti della loro vita, legati a particolari brani che la radio trasmetteva in determinati periodi.
Radio Bellla & Monella trasmette in diretta i risultati e i commenti delle partite di calcio dei campionati italiani di Serie A e Serie B. 
È la radio ufficiale dell'Udinese Calcio.
Secondo TER, la società che raccoglie e pubblica i dati d'ascolto delle emittenti radio in Italia, Radio Bellla & Monella ogni giorno è seguita mediamente da 140.000 persone e da 699.000 nell’arco della settimana; sono un po‘ di più gli uomini all’ascolto (54%) e il 90% degli ascoltatori complessivi ha più di 30 anni. Le province in cui è più seguita sono Treviso, Vicenza, Venezia e Padova (fonte TER Anno 2021)
Ad oggi il direttore della radio è Marco Baxo.

## Logo
Il logo nel corso degli anni ha subito alcune modifiche. 

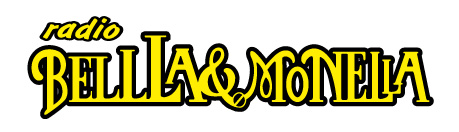
Logo dal 2000

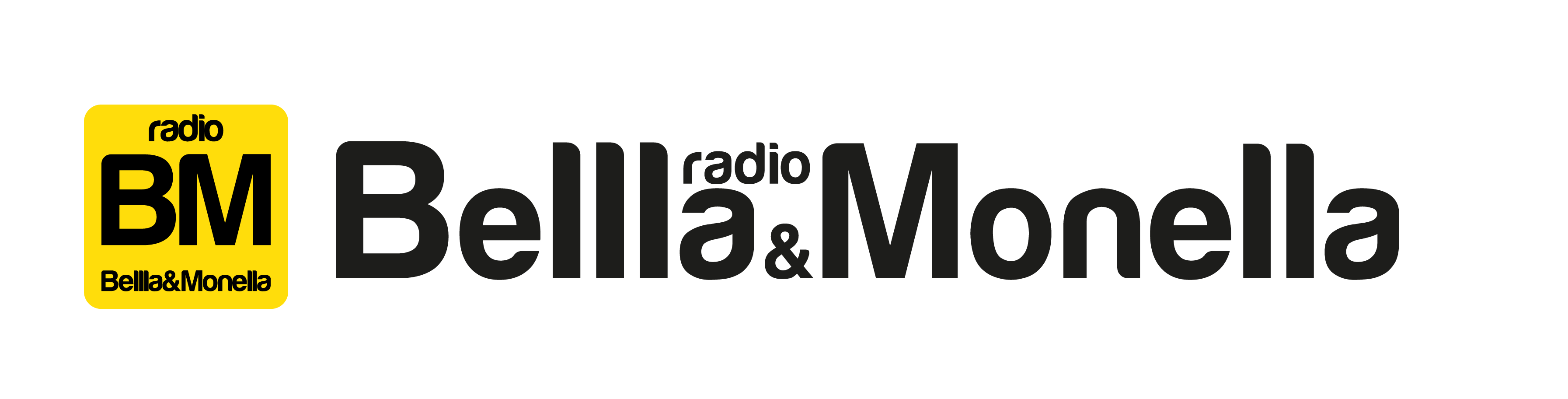
Logo dal 2013

La prima versione del 1990 prevedeva oltre alla scritta in giallo, la presenza di due volti da identificare con "Bella", una ragazzina sorridente e "Monella" una bambina che strizza l'occhiolino. I colori scelti sono i primari con la prevalenza del giallo, colore mantenuto negli anni per identificare il logo.
Dal 1997 lo si è semplificato, mantenendo il medesimo carattere ma togliendo una delle due raffigurazioni. Dal 2000 verrà tolta anche la seconda per dare spazio solamente al nome.
Grande svolta nel 2013 quando si decide di semplificare al massimo le lettere che compongono la scritta, in quanto la precedente era troppo legata ad uno stile degli anni Novanta. 
L'ultima modifica avviene nel 2019 quando si crea un rettangolo con angoli stondati e all'interno il nome dell'emittente. Viene eliminato il marchio quadrato precedentemente creato.

## Conduttori
- Paola Cavinato
- Monica Morgan
- Alvise Baston
- Andrea Ferrara
- Greta Gobbetti
- Elisa Nadai
- Matteo Monti
- Damiano Amenta
- Paolo Zippo
- Angelica Grigoli
- Eleonora Dallan
- Sara Manea

## Festival Show
Nel 2000, insieme all'emittente radiofonica Radio Birikina, inaugura il Festival Show, evento musicale estivo condotto ogni anno da una diversa presentatrice.
Da ormai 20 anni, fa tappa in città importanti e località di villeggiatura portando in scena, con una ragguardevole produzione, uno spettacolo che miscela sapientemente musica, ballo, vari ingredienti di spettacolo e divertimento. Il coordinamento era affidato a Paolo Abruzzo e Franco Ghirardello.
Durante le serate si esibiscono big e giovani, questi ultimi scelti dopo una serie di provini in tutta Italia. A far da giuria per le selezioni nel corso degli anni si sono alternati Mara Maionchi, Stefano D'Orazio, Adriano Pennino, Cristiano Malgioglio, Mogol, Dodi Battaglia, Fio Zanotti, Red Ronnie, Luca Chiaravalli e Roby Facchinetti.
La finalissima delle edizioni 2014, 2015, 2016 e 2017 si è svolta straordinariamente all'Arena di Verona, registrando puntualmente il sold out.
Nel 2018 e 2019 la finale si è svolta nella città di Trieste in piazza Unità d'Italia.

### Edizioni
| Edizione | Periodo                       | Tappe | Conduzione                        | Cantanti partecipanti |
| -------- | ----------------------------- | ----- | --------------------------------- | --- |
| 1ª       | 2000                          | 10    | Jo Squillo                        | |
| 2ª       | 2001                          | 15    | Simona Tagli                      | |
| 3ª       | 2002                          | 11    | Emanuela Folliero                 | |
| 4ª       | 2003                          | 13    | Gisella Donadoni                  | Ivana Spagna, Scialpi, Yu Yu, Los Locos, Moony, Gatto Panceri, Anna Tatangelo, La Finn, Andrea Mingardi, Roberto Angelini, Paolo Meneguzzi, Velvet, Pooh |
| 5ª       | 2004                          | 15    | Gisella Donadoni                  | |
| 6ª       | 2005                          | 12    | Elenoire Casalegno                | D.J. Francesco, Marco Masini, Bobby Solo, Drupi e Maria, Paola & Chiara, Paolo Meneguzzi, Franco Califano, Peppino Di Capri, Marco Masini, Spagna, Andrea Mingardi, Alan Sorrenti, Anna Tatangelo, Los Locos, Max De Angelis, 2 Black, Flaminio Maphia, Neja, Bobby Solo, Drupi, Rettore |
| 7ª       | 2006                          | 10    | Hoara Borselli                    | |
| 8ª       | 2007                          | 13    | Barbara Chiappini e Ela Weber     | Marisa Sannia, Donatello, Paolo Mengoli, Krisma, i New Trolls, Al Bano, Franco dei Califfi, Sandro Giacobbe, Drupi, Mango, Andrea Mingardi, Marcella e Gianni Bella, Annalisa Minetti, PiQuadro, Gemelli Diversi, Simone Cristicchi, Michele Zarrillo, Umberto Tozzi, Gianni Togni, Righeira, Leda Battisti, Gerardina Trovato, Massimo Bubola, Renato dei Profeti, Francesco Facchinetti, Mal |
| 9ª       | 2008                          | 12    | Stefania Orlando                  | Alexia, Albano, Iva Zanicchi, Amedeo Minghi, Maurizio Vandelli, Dik Dik, Alan Sorrenti, The Rockets, Sir Oliver Skardy & Farenheit 451, George Aaron, Porfirio Rubirosa, Valeria Vaglio, Alberto Selly, Intermedia, Giò di Tonno & Lola Ponce, Demis Roussos, Anna Tatangelo, Paolo Belli, Silvia Mezzanotte, Riccardo Fogli, Den Harrow. Sonohra, Amanda Lear, Michele Zarrillo, Mario Rosini, Mal, Delirium, Stefano Centono, Yano |
| 10ª      | 2009                          | 11    | Matilde Brandi                    | Al Bano, Amanda Lear, Pupo, Milva, Spagna, Zero Assoluto, Mango, Studio 3, Dolcenera, Umberto Tozzi, Lola Ponce, Giò di Tonno, Fabrizio Moro, Malika Ayane, Sugarfree, Pacifico, Arisa, Marco Masini, Paolo Meneguzzi, Anna Tatangelo, Daniele Battaglia, Lost, Paolo Belli |
| 11ª      | 2010                          | 9     | Veronica Maya                     | Al Bano, Pupo, Milva, Spagna, Mango, Tony Maiello, Umberto Tozzi, Fabrizio Moro, Arisa, Paolo Meneguzzi, Lost |
| 12ª      | 26 giugno - 6 settembre 2011  | 10    | Lola Ponce                        | Noemi, Francesco Renga, Stadio, Dolcenera, Paolo Belli, Zero Assoluto, Povia, Matia Bazar, Nathalie, Anna Tatangelo, Paolo Meneguzzi, Syria, Virginio, Luca Barbarossa, Jalisse, Matteo Becucci, Luisa Corna, Francesca Macrì, Mario Venuti, Simonetta Spiri e Matteo Amantia. |
| 13ª      | 29 giugno - 6 settembre 2012  | 10    | Serena Autieri                    | Annalisa, Marco Mengoni, Gianluca Grignani, Mario Venuti, Dolcenera, Marco Masini, Enrico Ruggeri, Michele Zarrillo, Sonohra, Paola Turci, Marina Rei, Moody, Povia, I Nomadi, Fabrizio Moro, Francesca Michielin, Noemi, Emma, Marco Carta, Pierdavide Carone, Gigliola Cinquetti, Bobby Solo, Marcella Bella, Ricchi e Poveri. |
| 14ª      | 30 giugno - 10 settembre 2013 | 10    | Luisa Corna                       | Max Pezzali, Alex Britti, Annalisa, Malika Ayane, Ron, Cristiano De André, Loredana Errore, Max Gazzè, Umberto Tozzi, Paolo Belli in duo con Andrea Mingardi, I Nomadi, Mario Venuti, Paola & Chiara, Simonetta Spiri, Matteo Becucci, Marta sui Tubi, Almamegretta, Alexia, i protagonisti del musical Romeo e Giulietta, Antonino, Elhaida Dani, Bastard Sons of Dioniso, Camaleonti, Dik Dik. |
| 15ª      | 22 giugno - 14 settembre 2014 | 10    | Laura Barriales                   | Arisa, Valerio Scanu, Ivana Spagna, Dolcenera, I Nomadi, Michele Bravi, Patty Pravo, Elen Levon, Bobby Solo, Simona Molinari, Renzo Rubino, Annalisa, Noemi, Marco Carta, Al Bano, Tiromancino, Paolo Belli, Alexia, Sagi Rei, Enrico Ruggeri. |
| 16ª      | 27 giugno - 9 settembre 2015  | 8     | Giorgia Palmas                    | Bianca Atzei, Moreno, Valerio Scanu, Alexia, Paolo Belli, Rakele, Omar Pedrini |
| 17ª      | 24 giugno - 13 settembre 2016 | 9     | Lorena Bianchetti e Adriana Volpe | Valerio Scanu, Simonetta Spiri feat. Greta Manuzi, Verdiana e Roberta Pompa, Irene Fornaciari, Briga, Loredana Bertè, Enrico Ruggeri, Chiara Grispo, Luca Carboni |
| 18ª      | 2 luglio - 4 settembre 2017   | 8     | Giorgia Surina                    | Chiara, Enrico Ruggeri e i Decibel, Fabrizio Moro, Umberto Tozzi, Elodie, Ermal Meta, Marco Masini, Michele Bravi, Michele Zarrillo, Moreno, Thegiornalisti, Anna Tatangelo, Nina Zilli, The Kolors, Alessio Bernabei, Thomas, Bianca Atzei, Levante, Mario Venuti, Raf, Riki, Baby K, Alexia, Stadio, Fausto Leali, Alex Britti, Benji & Fede, Francesco Gabbani, Le Vibrazioni, Nek, Paola Turci, Raphael Gualazzi |
| 19ª      | 8 luglio - 1 settembre 2018   | 8     | Bianca Guaccero                   | Ermal Meta, Fabrizio Moro, Roby Facchinetti, Riccardo Fogli, Annalisa, Bianca Atzei, Vegas Jones, Shade, Mr. Rain, Timothy Cavicchini, The Kolors, Thomas, Anna Tatangelo, Elodie, Michele Bravi, Alessio Bernabei, Fausto leali, Enrico Ruggeri, I Decibel, Marco Masini, Emis Killa, Federica Carta, Virginio, Elettra Lamborghini, Alberto Fortis, Emma Muscat, Jerry Calà, lele, Alexia, Fred De Palma, Sonohra, Fabrizio Moro, Mihail, Enrico Nigiotti, Nesli, Ricchi e Poveri, I Collage, Dolcenera, Le Vibrazioni, paolo Belli, DearJack, Einar, Nomadi, Irama, Al Bano, Red Canzian, Ex Otago, Moreno, Benji & fede, Chiara Galliazzo, Il Volo.                                                                                  |
| 20ª      | 30 giugno - 7 settembre 2019  | 8     | Anna Safroncik                    | Nek, Benji & Fede, Shade, Lo Stato Sociale, Federica Carta, Bianca Atzei, Alessandro Casillo, Marcella Bella, Alessandro Quarta, Roby Facchinetti, Enrico Ruggeri, Emma Muscat e, Biondo, Arisa, Anna Tatngelo, Martina Attili, Sergio Silvestre, Virginio, Albert, Daniel & Astol, Matteo Markus Bok, Elya, Paola Turci, Alberto Urso, Mr. Rain, Pierdavide Carone, DearJack, Deborah Iurato, Soul System, Alvis, Paolo Belli, Fausto Leali, Irama, Elodie, Enrico Nigiotti, Emis Killa, Federica Abbate, Lorenzo Fragola, Chiara Galliazzo, Riccardo Fogli, Al Bano, Elettra Lamborghini, The Kolors, Alessio Bernabei, Leo Gassmann, Luna, Burak Yeter, Dolcenera, Ivana Spagna, Luca Carboni, Andrea Damante, Alexia, Neri per Caso. |